# Blata
Die Blata (deutsch Blatta) ist ein rechter Nebenfluss der March in Tschechien.

## Geographie
Die Blata entspringt anderthalb Kilometer nördlich von Vilémov in der Zábřežská vrchovina (Hohenstädter Bergland) am Osthang der Kamenice (523 m). An ihrem Lauf nach Südosten liegen Prátná, Cakov und Senička. Danach tritt der Fluss in das Flachland der Hanna ein und über Žižkov, Senice na Hané, Vojnice, Těšetice, Luběnice, Lutín, Olšany u Prostějova, Karlov, Hablov, Žerůvky, Bystročice, Dubany, Vrbátky, Štětovice, Svárov, Hrdibořice, Biskupice, Klopotovice, Viklice und Tovačov erreicht er Annín. Hier wird die Blata rechtsseitig um das Teichgebiet der Tovačovská jezera, das sich im Mündungsbereich der Splavská und Bečva in die March ausdehnt, geleitet. Vorbei an Cvrčov fließt die Blata nach 45,31 km östlich von Lobodice und Chrbov in die March. Ihr Einzugsgebiet beträgt 313,08 km².
Zwischen Svárov und Hrdibořice liegt rechts der Blata das Naturreservat Hrdibořické rybníky – ein Sumpfgebiet mit zwei Teichen.
Die größte im Einzugsgebiet befindliche Wasserfläche ist der zum Baggerseegebiet der Tovačovská jezera gehörige Skašovský rybník mit 119,04 ha. Dabei handelt es sich eigentlich um drei Baggerseen, den jezero sever, Annínské jezero und Skašovské jezero jih.
Die Marchauwälder im Mündungsbereich der Blata sind als Naturreservat Zástudánčí geschützt.

## Zuflüsse
- Vilémovský potok (r), bei Vilémov
- Bílský potok (l), Cakov
- Dubčanský potok (l), bei Vojnice
- Šumice (r), bei Těšetice
- Stouska (l), bei Ústín
- Zlatá stružka (r), bei Luběnice
- Slatinka (r), bei Lutín
- Romza (l), bei Vrbátky

## Abflüsse
- Vrbátecký náhon (r), Olšany u Prostějova
- Mlýnský náhon (r), Cvrčov

## Umweltunglück
Am 8. Juli 2012 löste sich bei sommerlicher Hitze die Abdichtung eines Jauchespeichers in Senička auf. Dadurch gelangten 400.000 Liter Jauche in den Fluss und vergifteten ihn auf 15 Kilometern Länge.